# محمد عبد الجواد منصور
محمد عبد الجواد منصور (10 فبراير 1924 - 7 مارس 2024)، هو كاتب صحفي مصري. شغل منصب رئيس مجلس إدارة وكالة أنباء الشرق الأوسط، ووكيل نقابة الصحفيين الأسبق، وعمل مستشاراً صحفياً للرئيس الراحل أنور السادات،. ويُعد من مؤسسي وكالة أنباء الشرق الأوسط عام 1955،وحصل على وسام الجمهورية من الطبقة الأولى. وهو مُلقب بـ "شيخ الصحفيين". في مسيرة استمرت ما يقرب من 77 عامًا، واستطاع بتميزه وموهبته أن يصبح واحدًا من أهم الصحفيين في مصر والعالم العربي.

## حياته
وُلد يوم 10 فبراير 1924م في قرية المدمر، بـ محافظة سوهاج، تخرج من جامعة الملك فؤاد (جامعة القاهرة حاليا) كلية الآداب قسم اللغة الإنجليزية عام 1947م، وبدأ حياته المهنية بالعمل بقسم الأخبار بالإذاعة ثم عين ملحقاً صحفياً بالبرازيل، وعمل بصحيفة المصري ثم بوكالة رويترز ووكالة الأنباء العربية، وعمل مستشاراً صحفياً للرئيس الراحل أنور السادات. تدرج في مناصب العمل المختلفة عبر مسيرته الصحفية وتولى رئاسة تحرير الوكالة ومجلس إدارتها خلال الفترة من 1966 وحتى 1984 وعمل عضو مجلس الشورى ووكيل الهيئة الوطنية للصحافة خلال الفترة من 1981 – 1987. ويعد الكاتب الصحفى محمد عبدالجواد من مؤسسي وكالة أنباء الشرق الأوسط عام 1955، ثم أصبح مستشاراً صحفياً في شيكاغو عام 1964، وحصل على وسام الجمهورية من الطبقة الأولى.

## وفاته
توفي في 7 مارس 2024 عن عمر يناهز 100 عام، إثر أزمة صحية مفاجئة. وشيعت جنازته عقب صلاة الجمعة من مسجد مصطفى محمود في القاهرة.